# Saab 95
Pour la voiture présente sur le marché de 1997 à 2011, voir Saab 9-5.
La Saab 95 est une automobile break du constructeur automobile Saab, construite entre 1959 et 1978.
Élaborée à partir de la Saab 93, elle adoptera peu à peu des éléments de la Saab 96, notamment le remplacement des portes-suicides des premiers modèles par des portes conventionnelles. Un becquet apparaîtra pour limiter l'accumulation de poussières sur la vitre du hayon. D'abord à phares ronds, sa face recevra des phares rectangulaires dès 1965. Elle avait la particularité d'offrir 3 portes seulement, le plancher du coffre comportait une seconde banquette déployable pour augmenter la capacité de 5 à 7 personnes. Le véhicule recevra les innovations Saab tels que les essuie-phares en 1971, les sièges chauffants en 1972 et les pare-chocs à absorption dès 1976.

## Motorisation
Couplé à une boîte manuelle synchronisée à 4 rapports, le moteur deux temps est successivement passé de 38 ch entre 1959 et 1964, à 40 ch en 1965, puis 42 ch en 1966. En août 1966, elle reçoit le V4 Ford, qui fera grimper ses ventes.
- Deux temps 3 cylindres - 841 cm3 - 38, 40 puis 42 ch à 4 250 tr/min
- V4 Ford - 1 498 cm3 - 65 (1967-75), 62 (1976) puis 68 ch (1977-78) à 4 700 tr/min

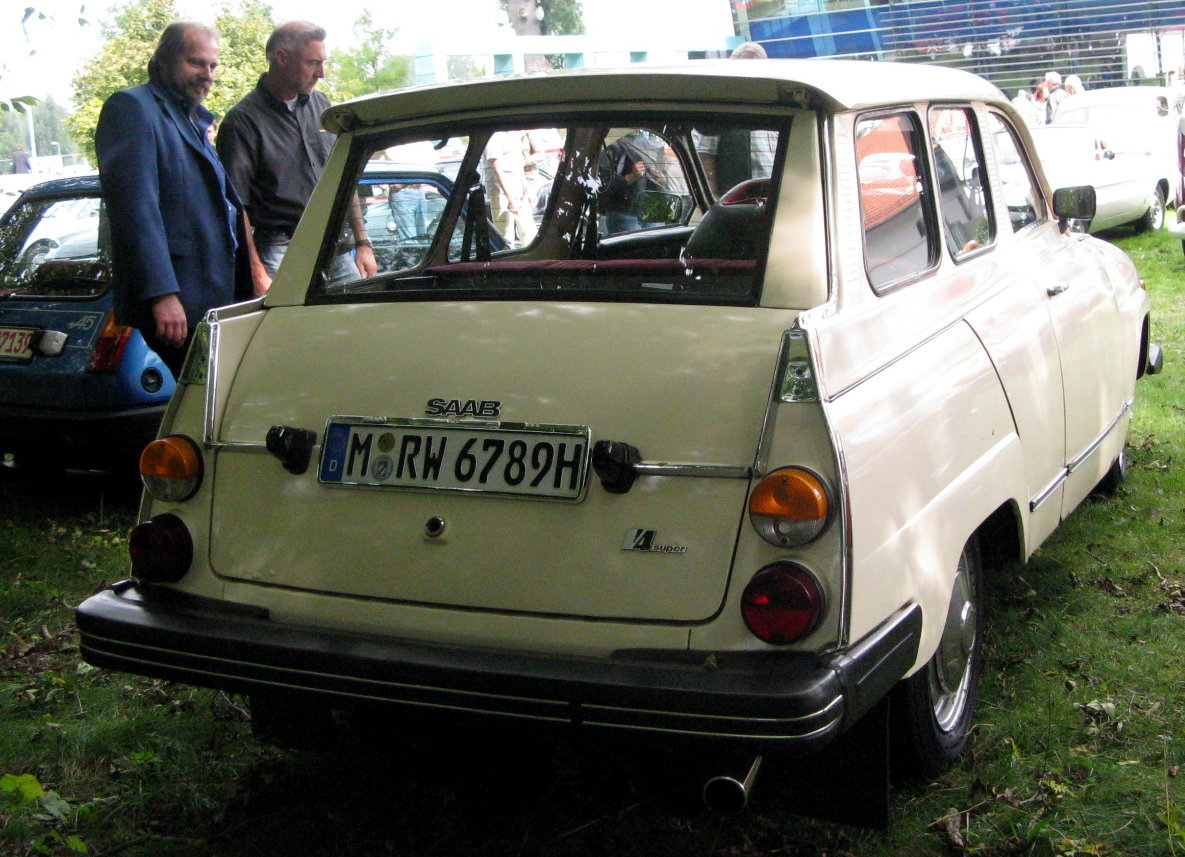
Poupe d'une 95 au salon des anciennes de Fürstenfeld en Bavière.
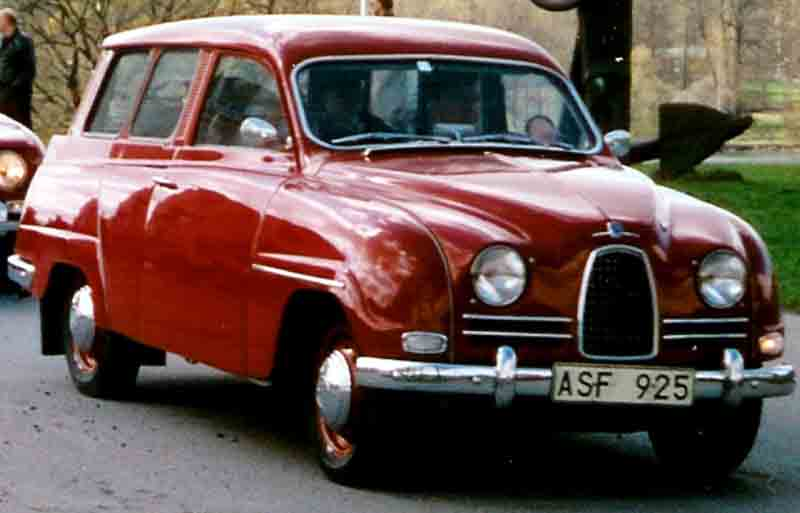
Saab 95 De Luxe (1961).